# Р-73
Р-73 (за класифікації МО США і НАТО: AA-11 Archer — «Лучник») — радянська керована ракета класу повітря — повітря малого радіуса дії з інфрачервоною системою самонаведення.
Створена спеціально для високоманевреного ближнього повітряного бою, який за підсумками локальних конфліктів в Кореї, В'єтнамі та ін. знову зайняв належне місце у тактиці дії ВПС. При розробці враховувалися такі вимоги як всеракурсність, надманевреність, реалізація принципу «випустив-забув». Крім того необхідно було, щоб зброя не мала істотних обмежень щодо маневреності носія в процесі застосування, тобто щоб ракета могла запускатися при інтенсивному маневруванні літака з великими перевантаженнями.

## Історія розробки
Р-73 була розроблена для заміни попередньої ракети Р-60 для ближнього бою на радянських винищувачах. Робота над нею розпочалася у 1973 році під назвою К-73, набула стану операційної готовності у 1982 році, а перші ракети офіційно надійшли на озброєння у 1984 році.
Після об'єднання Німеччини у 1990 році Німеччина та інші країни колишнього Варшавського договору виявили у себе великі запаси ракет Р-73, які НАТО позначає як AA-11 Archer, і дійшли висновку, що можливості Р-73/AA-11 були помітно недооцінені на Заході. Зокрема, було встановлено, що Р-73 є значно маневровішою і значно більш здатною щодо виявлення та відстеження цілей, ніж остання версія AIM-9 Sidewinder. Це усвідомлення спонукало до розробки нових ракет, таких як ASRAAM, IRIS-T та AIM-9X.
З 1994 року Р-73 була модернізована до стандарту Р-73М, який увійшов до російської армії у 1997 році. Р-73М має більшу дальність та ширший кут огляду головки самонаведення (до 60° поза віссю), а також покращені засоби протидії інфрачервоним перешкодам. Подальші розробки включають Р-74 (виріб 740) та її експортний варіант РВВ-МД. Очікується, що ці моделі доповнять попередні варіанти Р-73 на службі.

## Призначення
Р-73 призначена для боротьби з повітряними цілями: автоматично дрейфуючими аеростатами, маневруючими літаками, гелікоптерами та крилатими ракетами. Також може служити для організації протиракетної оборони носія.

## Конструкція

### Аеродинамічна схема
Аеродинамічна схема — «качка». Ракета має елерони, дестабілізатори та датчики аеродинамічних кутів.

### Двигун
Ракета Р-73 оснащена твердопаливним двигуном з інтерцепторами системи газодинамічного управління (СГДУ), що дозволяє виконувати ракеті енергійні маневри під час роботи двигуна.

### Система управління
Пасивна інфрачервона головка самонаведення (ГСН) МК-80 (виготовляється на заводі Арсенал). Перед пуском ракета отримує первісне цілевказання з борту носія.

## Носії

### Літаки
- МіГ-21 (модернізований)
- МіГ-23-98
- МіГ-29 і модифікації
- МіГ-31
- МіГ-35
- Су-24
- Су-27 і модифікації
- Су-30
- Су-33
- Су-35
- Су-35С
- Су-34
- ПАК ФА
- Як-141
- J-10
- HAL Tejas

### Вертольоти
- Мі-24
- Мі-28
- Ка-50
- Ка-52

### Зенітні ракетні комплекси
- 9K33 «Оса» (модернізовані в Україні)[10]
- Низку ЗРК на основі Р-73 застосовують українські підрозділи: на початку травня 2025 комплекс під назвою Dragon H73 на шасі HMMWV показала 3 ОШБр, а наприкінці місяця про подібний зразок написало ГУР[11][12].

### Надводні безпілотні човни
- Magura V5

## Варіанти та модифікації

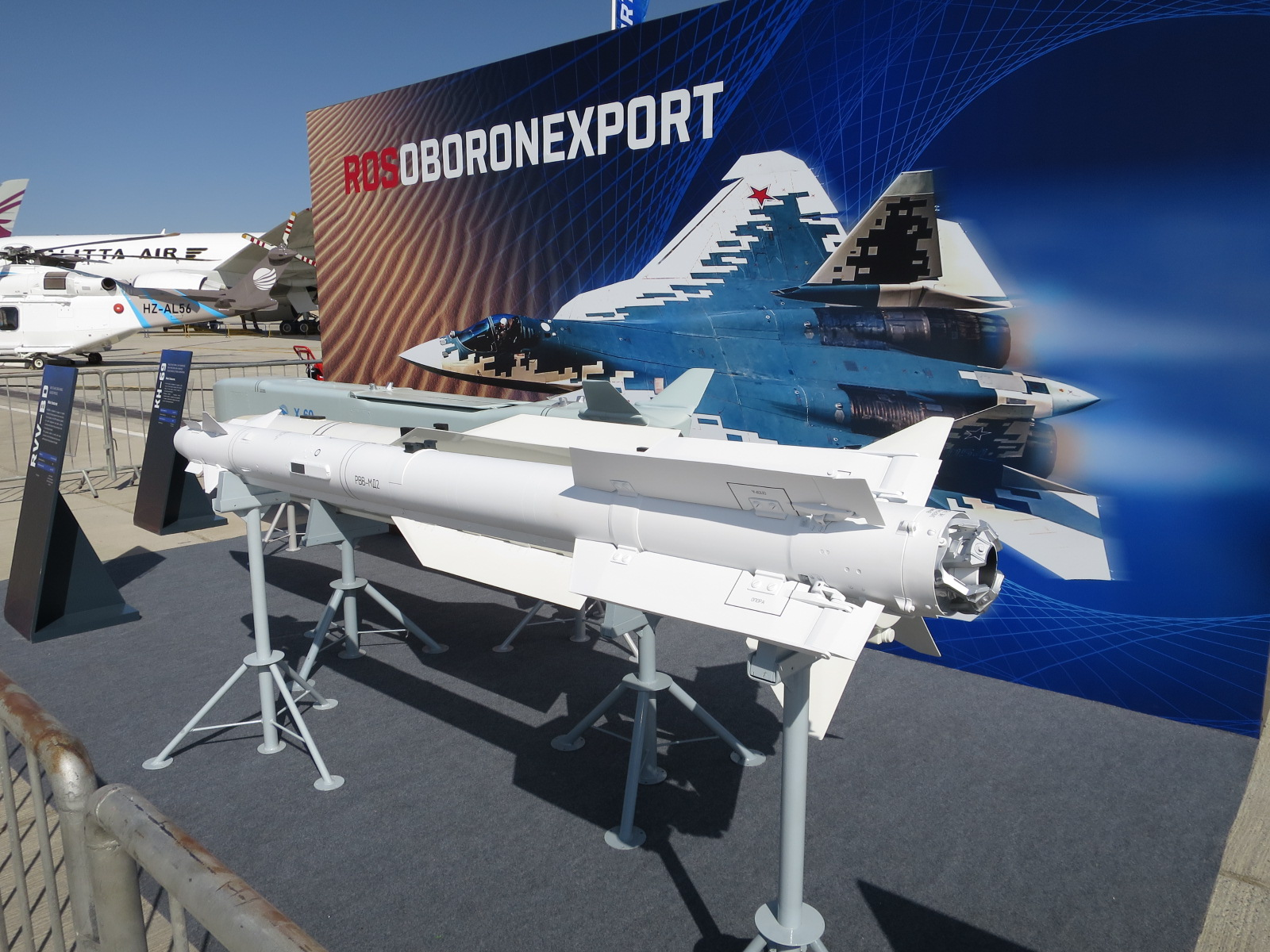
Макет РВВ-МД2 на авіасалоні в Дубаї, 2023 рік.

- Р-73 — стандартна модель з відхиленням ±40° від осі прицілювання.
- Р-73Е — експортна версія стандартної моделі з відхиленням ±45° від осі прицілювання. Ракета має максимальну дальність 30 кілометрів з бойовою частиною масою 8 кг.
- Р-74 (виріб 740) — покращена модель з відхиленням ±60° від осі прицілювання.
- РВВ-МД — експортна модель Р-74 з відхиленням ±75° від осі прицілювання. Ракета має максимальну дальність 40 кілометрів з бойовою частиною масою 8 кг.
- Р-74М (виріб 750) — покращена модель з відхиленням ±75° від осі прицілювання.
- Р-74М2 (виріб 760) — подальша покращена версія зі зміненим ЕПР для літака Су-57. Оснащена інерціальною навігаційною системою та зменшеним розмахом стабілізаторів до 434 мм. Має систему протидії інфрачервоним перешкодам.
- РВВ-МД2 — експортна модель Р-74М2.
- Thaqib-1 — модифікована хуситами ракета для використання як зенітна ракета[13].
- Sea Dragon — українська модифікація для використання на безпілотних надводних апаратах.

## Технічні характеристики
Джерело: 
- Висота ураження цілей: 0,005-20 км
- Перевантаження цілей: до 12 G
- Власне перевантаження: до 40 G
- Стартова маса:
  - РМД-1: 105 кг
  - РМД-2: 110 кг
- Маса бойової частини: 7,4 кг
- Тип бойової частини: стрижнева
- Підривник:

*Р-73: радіопідривач
*Р-73Л: оптичний лазерний
- Кути цілевказання:

*РМД-1: ± 45°
*РМД-2: ± 60°
*Р-73М: ± 90°
- Імовірність ураження цілі 0,6

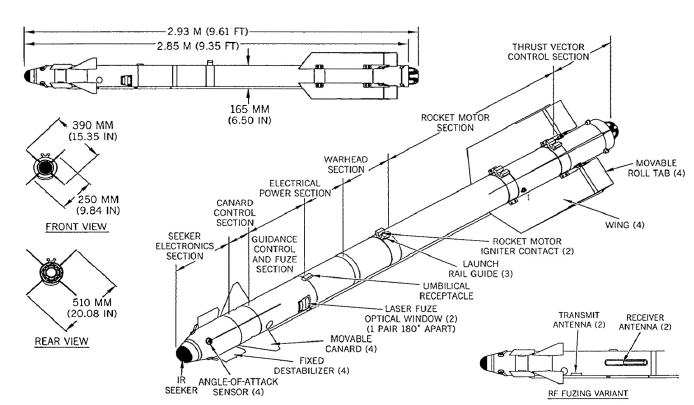
Схема ракети Р-73

- Максимальна швидкість цілі: 2500 км/год
- Дальності пуску:
- В передню півсферу, максимальна:

*РМД-1: 20 км
*РМД-2: 40 км
*В задню півсферу, мінімальна: 0,3 км
- Габаритні розміри:

*Довжина: 2900 мм
*Діаметр: 170 мм
*Розмах оперення: 510 мм
- Кріплення до носія: рейковий пусковий пристрій П-72 (АПУ-73-1)

## Бойове застосування

### Російсько-українська війна
В серпні 2022 року було поширене відео злету українського винищувача МіГ-29МУ1 із стандартним бойовим навантаженням — дві ракети середньої дальності типу Р-27 (скоріш за все Р-27ЕР), чотири ракети малої дальності типу Р-73 та підвісний паливний бак.
В серпні 2022 року під час контрнаступу на Харківщині на околицях міста Ізюм українські військові виявили уламки російського Су-30СМ який мав бортовий номер 62 «Червоний» та реєстраційний номер RF-81773. На поширених фото видно майже неушкоджену частину комплексу радіоелектронної боротьби САП-518 «Регата» (також відомий як «Хибины-У»). На збитому літаку також була підвішена ракета «повітря — повітря» Р-73.
Згідно інтерв'ю з українським пілотом, Р-73 погано працює у хмарності. Це ускладнює використання ракети проти дронів Shahed-136, змушуючи пілотів використовувати 30-мм гармату.
В травні 2024 року українські війська застосували надводний безпілотний човен оснащений принаймні одною ракетою Р-73.
У грудні 2024 року український військовий благодійний фонд «Повернись Живим» модернізував для ЗСУ ЗРК «Оса» до можливості вести вогонь ракетами Р-73.
31 грудня 2024 року спецпідрозділ Group 13 вперше в історії уразив повітряну ціль за допомогою ударного морського дрона Magura V5, оснащеного ракетним озброєнням. Під час бою у Чорному морі в районі мису Тарханкут тимчасово окупованого Криму внаслідок застосування ракет Р-73 Sea Dragon знищено російський гелікоптер Мі-8. За заявами російських пропагандистів, дрони Magura V5 знищили два російських Мі-8.

## Оператори
- Росія — Р-73М[24]
- Індія
- Ефіопія
- Північна Корея
- Білорусь — опановано ремонт і модернізацію, створено Р-73БМ[25]
- Бангладеш
- Болгарія
- Україна
- КНР
- Угорщина
- Словаччина
- Сербія
- Іран
- В'єтнам
- Єгипет
- Перу

### Білорусь
Наприкінці 2020 — початку 2021 року білоруське підприємство «БСВТ-новые технологии» заявило, що освоїло ремонт та модернізацію низки радянських авіаційних керованих ракет, серед яких і Р-73. Білоруська модернізація керованої ракети отримала позначення Р-73БМ, на ній встановили нову інфрачервону головку самонаведення з кутом огляду 45-60°, покращено завадостійскість, можливість застосування комбінованого методу наведення, новий двигун, новий блок управління автопілотом, новий неконтактний лазерний підривач, тощо.
Дальність ураження цілі модернізованою ракетою називають від 300 метрів до 12 км, висота під час пуску з повітряного носія — до 20 км.
Імовірність ураження цілі першою ракетою називають на рівні 0,8.
Наприкінці лютого 2021 року білоруські військово-повітряні сили та війська протиповітряної оборони виконали пуски авіаційних керованих ракет, зокрема — модернізованих Р-73БМ. Виконували стрільби з винищувачів МіГ-29 та навчально-тренувальних Як-130 на полігоні «Полесский».

### Україна
Відомо, що українські військові мають на озброєнні певну кількість ракет Р-73, а підприємства ОПК — здійснюють їхню модернізацію.
Так, в 2017 році в мережі з'явилось фото українського гелікоптера Мі-8 з підвішеною ракетою Р-73. Можна припустити, що Мі-8 служить літаючою лабораторією (для дослідження параметрів модернізованої ракети в повітрі). Саме на Мі-8 відбувались випробування радіолокаційної ГСН протикорабельної ракети «Нептун».
12 липня 2019 року, під час візиту Президента України в місто Дніпро, керівник держави відвідав конструкторське бюро «Південне», де серед низки зразків йому продемонстрували модернізовану радянську авіаційну керовану ракету Р-73.
Які саме зміни будуть внесені в ракету Р-73 в ході модернізації поки не відомо, проте раніше вже була опублікована інформація про нову інфрачервону головку самонаведення ИЗЗ-12, розробки підприємства «Арсенал».
В березні 2021 року президент державної акціонерної холдингової компанії «Артем» Володимир Зімін заявив, що невдовзі підприємство почне ремонтувати та модернізувати авіаційні керовані ракети Р-73 класу «повітря — повітря». Він також підтвердив можливість модернізації ракет в Україні за рахунок встановлення нових головок самонаведення: «може запропонувати як головку МК-80, як ремонт цієї головки, так і поставка модернізованої головки МК-2200».